# Vápenka (usedlost)
Vápenka je zaniklá usedlost v Praze, která se nacházela v severní části Nákladového nádraží Žižkov při ulici Malešická (původní katastr Strašnice).

## Historie
Hospodářský dvůr je připomínán v 18. století. Patřily k němu rozsáhlé pozemky, které se rozkládaly severním a západním směrem přes Židovské pece k vozovnám elektrické dráhy. Na jihu usedlost sousedila s Direktorkou a na východě s Viktorkou. Ke dvoru složenému z pěti budov krytých šindelovou střechou vedla cesta zvýrazněná dvěma mohutnými topoly.
Zánik
Pozemky usedlosti byly zastavěny již ve 20. letech 20. století, dvůr zanikl po 2. světové válce při rozšiřování Nákladového nádraží Žižkov. V místech dvora stál hotel Siege.